# Szkoła burgundzka

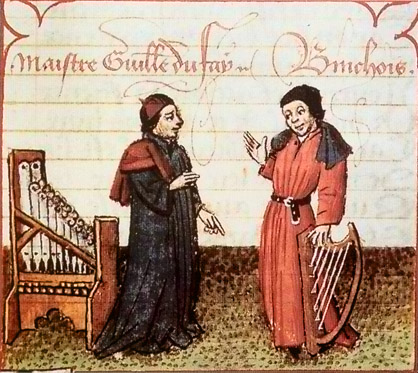
Kompozytorzy Guillaume Dufay (po lewej) i Gilles Binchois (po prawej), Martin le Franc, "Champion des Dames"

Szkoła burgundzka – grupa kompozytorów skupiających się wokół dworu książąt burgundzkich w Dijon i katedry w Cambrai, działających w XV wieku. Kompozytorzy ci odeszli od XIV-wiecznego stylu Ars nova i tym samym otwierają swoją działalnością renesans w muzyce. Dzięki syntezie osiągnięć Ars nova oraz harmonii Johna Dunstable'a (zwłaszcza szerokiego zastosowania interwału tercji nadającego pełnię brzmienia) wytworzyli własny charakterystyczny styl, podjęty później przez kompozytorów szkoły flamandzkiej.
Najważniejszymi przedstawicielami szkoły są Guillaume Dufay, Nicolas Grenon, Pierre Fontaine oraz Gilles Binchois. 
Oddziaływanie szkoły burgundzkiej znać także w Polsce, w utworach Mikołaja z Radomia.

## Osiągnięcia
W szkole burgundzkiej nastąpił rozwój muzyki dworskiej (chanson) oraz powstały pierwsze msze oparte na jednym cantus firmus (stanowiącym podstawę każdej części opracowania). W muzyce religijnej pojawiły się wpływy muzyki świeckiej np. pojawienie się cantus firmus pochodzenia świeckiego. Szkole burgundzkiej przypisuje się również ujednolicenie mszy oraz wprowadzenie stałego, czterogłosowego układu CATB - Cantus - Altus - Tenor - Bassus.  Najistotniejszym osiągnięciem jest jednak wykształcenie techniki fauxbourdonu.